# Медзана-Рабаттоне
Медзана-Рабаттоне (итал. Mezzana Rabattone) — коммуна в Италии, располагается в регионе Ломбардия, в провинции Павия.
Население составляет 507 человек (2008 г.), плотность населения составляет 72 чел./км². Занимает площадь 7 км². Почтовый индекс — 27030. Телефонный код — 0382.
Покровителем коммуны почитается святой Иоанн Креститель, празднование во третье воскресение октября.

## Демография
Динамика населения:

## Администрация коммуны
- Официальный сайт: http://www.comune.mezzanarabattone.pv.it/